# Östergötlands runinskrifter ATA4905/48
Runinskrift Ög ATA4905/48 är en runsten som står intill södra kyrkogårdsmuren utanför Sjögestads kyrka i Sjögestads socken och Linköpings kommun i Östergötland. 

## Stenen
Stenen har troligen felaktigt antagits vara identisk med den förkomna Ög 185, som enligt Samnordisk runtextdatabas ska vara rent ornamental. Riksantikvarieämbetets skylt uppger dock liksom FMIS att den har signum Ög 185. Ristningen är mycket skadad och endast några enskilda runor kan med svårighet tydas.

## Inskriften
Enligt informationsskylten som finns på platsen lyder inskriften:
Translitterering av runraden:
-...-----... : ki-a -ru : -f---...---...-
Normalisering till runsvenska:
... gæ[rv]a(?) [b]ro(?) ...
Översättning till nusvenska:
...göra bro... (?)
Några meter från Ög ATA4905/48 står den betydligt mer välbevarade stenen Ög 184. Båda kan dateras till vikingatiden.